# ماهی اشپیلی شالیزار
ماهی اشپیلی شالیزار (نام علمی: Adrianichthys oophorus) نام یک گونه از تیره ماهی شالیزار است.